# Gjurgjedelli
Gjurgjedelli (albanska: Gjurgjedelli, serbiska: Đurđev Dol) är en by i Kosovo. Den ligger i kommunen Kaçanik. Enligt den senaste folkräkningen år 2011 fanns det 436 invånare.

## Demografi
| Demografi   | 2011 |
| ----------- | ---- |
| albaner     | 435  |
| odeklarerad | 1    |